# Jeannette Aubert
Jeannette Aubert   (5è districte de París, 16 de juny de 1920 - Niça, 8 d'octubre de 2004), també coneguda amb el nom de casada Jeannette Aubert-Pinci, fou una saltadora francesa que va competir durant la dècada de 1940.
El 1948 va prendre part en els Jocs Olímpics d'Estiu de Londres, on fou desena en la prova del trampolí de 3 metres del programa de salts.
En el seu palmarès destaca una medalla de bronze en la prova del trampolí de 3 metres al Campionat d'Europa de 1947.